# Coefficiente
Un coefficiente è un numero puro (rapporto tra due grandezze con la stessa unità di misura) o una quantità che moltiplica una variabile algebrica.
Il nome deriva dal concetto di prodotto, in quanto sia il coefficiente che la variabile concorrono (co - efficere) alla costruzione del risultato.

## Funzione
L'importanza dei coefficienti per la matematica è da ricercarsi nei polinomi, nelle equazioni e nei sistemi di equazioni algebriche, in quanto la soluzione che le verifica dipende unicamente dai coefficienti come ad esempio i coefficienti binomiali.
Altra importante applicazione in statistica è il coefficiente di curtosi.

### Polinomi
In un polinomio {\displaystyle P(x)} nella variabile {\displaystyle x,} i monomi {\displaystyle a_{k}x^{k}} possono essere ordinati in base a valori decrescenti dell'esponente {\displaystyle k} (a partire da sinistra), ad esempio:
{\displaystyle P(x)=a_{n}x^{n}+\cdots +a_{k}x^{k}+\cdots +a_{1}x^{1}+a_{0}.}
Per il maggiore valore di {\displaystyle k,} tale per cui {\displaystyle a_{k}\neq 0,a_{k}} si definisce coefficiente direttore (o direttivo) del polinomio {\displaystyle P.}
Ad esempio, il coefficiente direttore del polinomio:
{\displaystyle P(x)=4x^{5}+x^{3}+2x^{2},}
è {\displaystyle 4,} dove:
- {\displaystyle 4x^{5}} si dice termine di grado massimo, e
- {\displaystyle 5} è il grado del polinomio {\displaystyle P(x).}

### Matrici
Per una matrice, si definisce coefficiente direttore di una riga il primo elemento non nullo della riga considerata.
Ad esempio, per la matrice:
{\displaystyle M={\begin{pmatrix}1&2&0&6\\0&2&9&4\\0&0&0&4\\0&0&0&0\end{pmatrix}},}
- il coefficiente direttore della prima riga è {\displaystyle 1,}
- il coefficiente direttore della seconda riga è {\displaystyle 2,}
- della terza riga è {\displaystyle 4,}
- l'ultima riga non ha alcun coefficiente direttore.

## Esempi pratici
Esempio, da sole considerazioni su coefficienti si possono risolvere le equazioni algebriche o i sistemi lineari:
{\displaystyle ax+b=0} è uguale a {\displaystyle x={-b \over a}} se {\displaystyle a\neq 0}, mentre è impossibile se {\displaystyle a=0} e b diverso da 0, l'equazione è indeterminata se {\displaystyle a=b=0} In questo esempio {\displaystyle a} e {\displaystyle b} sono coefficienti.
Esempio, una grandezza fisica ha un valore assoluto pari a un coefficiente numerico, moltiplicato per un'unità di misura:
Se una distanza L è pari a 3 metri, ciò significa che L, grandezza fisica, è pari al coefficiente 3 per l'unità di misura, il metro.
Scrivere {\displaystyle L=3} è errato, poiché la lunghezza non sarà mai un numero puro, la dicitura corretta è:
{\displaystyle L=3m}; oppure {\displaystyle L=300cm}, oppure altra dicitura equivalente.
I coefficienti 3 e 300 indicano l'adattamento della quantità numerica alla grandezza fisica, in funzione dell'unità di misura utilizzata.
Esempio, una proporzione è un numerico puro, dove i due valori aventi la stessa unità di misura vengono confrontati:
Esempio, un appartamento è di 100 m2, mentre il secondo è di 400 m2, volendo fare una proporzione tra i due appartamenti si ottiene un numero puro (coefficiente):
{\displaystyle {400m^{2} \over 100m^{2}}=4} si ha che il secondo appartamento è 4 volte il primo.